# Yaşamayanlar
Yaşamayanlar (tdl. ‘Los que no viven’; Guerra de vampiros en Hispanoamérica) es una serie web turca producida para la plataforma BluTV que se estrenó originalmente el 6 de septiembre de 2018 en dicha plataforma para luego pasar el 8 de marzo de 2019 a ser estrenada por Netflix. 

## Sinopsis
Narra la historia de Mía(Elçin Sangu) una vampiro que desea convertirse nuevamente en humano cosa que solamente lograra si mata al vampiro que la convirtió, Dmitry (Kerem Bursin) quien es uno de los vampiros más fuertes y poderosos de todo Turquía que además de eso el es quien controla Estambul ciudad en la que reside, esa es la razón por la que Mía al tranladarse a esa ciudad, consigue la ayuda de Karmen(Selma Ergeç) y de Numel(Birkan Sokullu) para lograr su cometido. Pero al llegar Mía se verá envuelta en una batalla entre humanos y vampiros.

## Temporada 1
- Episodio 1: En el siglo XIX, la convirtieron en vampira contra su voluntad. Ahora, Mia llega a Estambul para matar al hombre que le quitó la humanidad.

- Episodio 2: Karmen colabora con Numel para encontrar a Mia, que considera aliarse al grupo de Sercan y asiste a Dmitry en el club nocturno.

- Episodio 3: Dmitry captura al líder del Gremio, y Mia enfrenta un dilema moral. Numel vaticina una lucha de poder por la daga cuando los planetas finalmente estén alineados.

- Episodio 4: Mia ayuda a los seguidores de Sercan a atrapar a un secuaz de Dmitry, pero Karmen sufre las consecuencias. Alguien cercano a Sercan decide cambiar de bando.

- Episodio 5: Melisa acude a Zehra para eliminar a Mia. Dmitry sigue el rastro de un cargamento relacionado con la daga y se enfrenta a Numel.

- Episodio 6: La historia trágica de Karmen sale a la luz. Dmitry sella el destino de Melisa. Mia y Karmen eligen bandos en la guerra inminente entre mortales y vampiros.

- Episodio 7: Un miembro del Consejo de los Primeros se reúne con Dmitry, que le muestra quién tiene el control. Más tarde, Karmen y Mia le piden ayuda mientras se avecina la batalla.

- Episodio 8: Mia confronta a Dmitry y se entera de la verdad sobre Numel. Karmen aprovecha para vengarse del vampiro que le arruinó la vida.

## Reparto
- Kerem Bürsin como Dmitry
- Elçin Sangu como Mia
- Birkan Sokullu como Numel
- Selma Ergeç como Karmen
- Nilperi Şahinkaya como Melisa
- Efecan Şenolsun como Sercan
- Türkü Turan como Zehra
- Elit İşcan como Ayşe
- Oral Özer como Yavuz
- Beril Acar
- Selahattin Ergün como Selo
- Edip Tepeli como Şişman
- Erdeniz Kurucan como Turgut
- Birce Irem Ilaçan
- İpek Tenolcay como Mari
- Hazal Türesan como Yisa